# Alexander MacDougall
Alexander MacDougall (né en 1914 à Port-Louis, Maurice, et décédé en 1999) est un acteur, danseur, chorégraphe et pédagogue ayant travaillé avec des compagnies marquantes dans l’histoire de la danse moderne et contemporaine.

## Les débuts en Europe
La carrière de MacDougall débute à l’adolescence alors qu’il participe en tant qu’acteur à des comédies musicales au tournant des années 1930. Au cours de cette décennie, il étudie le ballet classique à l'école du Sadler's Wells Ballet, le mime à l’école de Trudi Schoop, la danse moderne avec Harald Kreutzberg et la danse indienne classique avec Uday Shankar, tout en dansant avec diverses compagnies.
Après un court service dans l’armée britannique au début de la deuxième guerre mondiale, il s’engage en 1941 auprès des Ballets Jooss, la compagnie fondée par le célèbre danseur et chorégraphe Kurt Jooss. Il voyage avec la compagnie lors de sa grande tournée à travers l’Europe et l’Amérique jusqu’en 1948, dansant dans Seven Heroes et The Green Table, l’œuvre la plus populaire des Ballets Jooss.

## Carrière au Québec
Émigré au Canada en 1949, il s’installe au Québec et se joint à la compagnie de Ruth Sorel, où il offre des performances remarquables dans Mea culpa mea culpa (1949), un mystère médiéval présenté au second Festival de ballet canadien à Toronto, et La Gaspésienne (1949), une des premières œuvres à traiter de la question canadienne-française,. Les Ballets Ruth Sorel se produisent cette même année à New York au Choreographer’s Workshop, événement rare à l’époque pour une compagnie de danse québécoise.
MacDougall rencontre Birouté Nagys et Yones Kvietys, deux danseuses et chorégraphes d’origine lituanienne qui dansent aussi pour Sorel. Lorsque Kvietys fonde Montreal Modern Dance Company, MacDougall participe en tant que danseur à des œuvres qu’elle co-chorégraphie avec Nagys, spécialement The Return (1954) et Dark Vision (1954), qui furent présentées au Gésu.
Entre 1953 et 1965, il participe régulièrement à des émissions culturelles à Radio-Canada en tant que danseur et chorégraphe. À ces occasions il danse pour Elizabeth Leese et pour Brian MacDonald avec qui il co-chorégraphie quelques fois. Il se joint d’ailleurs en 1957 aux Ballets Théâtres de Montréal fondé par Brian MacDonald.
Il chorégraphie pour plusieurs productions canadiennes de comédies musicales de Broadway, telles que Guys and Dolls, Brigadoon et Flower Drum Song, qui reçoivent des critiques élogieuses du Montreal Star et de La Gazette.
En tant que pédagogue, il enseigne à l’école de danse de Granby, aux Grands Ballets canadiens, au Conservatoire d'art dramatique de Montréal, au Conservatoire d'art dramatique de Québec, à l’Université des Indes occidentales de Trinidad et pour la Trinidad Theatre Dance Company.